# Hyper Environmental Test System
Hyper Environmental Test System (HETS) – amerykańska seria lotów balistycznych przeprowadzonych przez Siły Powietrzne Stanów Zjednoczonych, mających badać magnetosferę i promieniowanie w otoczeniu Ziemi. Były to pierwsze misje w których użyto rakiet Blue Scout.
1. 21 września 1960, 13:01:53 GMT; rakieta Blue Scout Junior D-1; miejsce startu: Przylądek Canaveral (LC18A), USA
Ładunek: ładunek do badań promieniowania w otoczeniu Ziemi; indeks COSPAR: 1960-U02; Uwagi: start udany - statek osiągnął wysokość 26 700 km. Ponownie do atmosfery wszedł 21 września 1960. Z powodu usterki technicznej nie odebrano żadnych danych
2. 8 listopada 1960, 13:18 GMT; rakieta Blue Scout Junior D-2; miejsce startu: Przylądek Canaveral (LC18A), USA
Ładunek: ładunek do badań ziemskiej magnetosfery; indeks COSPAR: nieodnotowany; Uwagi: start nieudany - awaria 2. członu rakiety nośnej
3. 17 sierpnia 1961, ? GMT; rakieta Blue Scout Junior O-1; miejsce startu: Przylądek Canaveral (LC18A), USA
Ładunek: ładunek do badań promieniowania w otoczeniu Ziemi; indeks COSPAR: 1961-U01; Uwagi: start udany - statek osiągnął wysokość 225 000 km. Ponownie do atmosfery wszedł 17 sierpnia 1961. Ponownie, z powodu usterki technicznej, nie odebrano żadnych danych
4. 3 marca 1961, ? GMT; rakieta Blue Scout 2 D-4; miejsce startu: Przylądek Canaveral (LC 18B), USA
Ładunek: ładunek do badań plazmy HETS A2-1; indeks COSPAR: nieodnotowany; Uwagi: start udany - statek osiągnął wysokość 2 540 km
5. 12 kwietnia 1961, 06:07 GMT; rakieta Blue Scout 2 D-5; miejsce startu: Przylądek Canaveral (LC 18B), USA
Ładunek: ładunek do badań plazmy HETS A2-2; indeks COSPAR: nieodnotowany; Uwagi: start udany - statek osiągnął wysokość 1 931 km. Zawierał eksperyment pobrania próbek mikrometeoroidów, jednak odzyskanie kapsuły powrotnej nie powiodło się
6. 4 grudnia 1961, 04:00:16 GMT; rakieta Blue Scout Junior O-2; miejsce startu: Point Arguello (LC A), USA
Ładunek: ładunek do badań promieniowania w otoczeniu Ziemi; indeks COSPAR: 1961-U04; Uwagi: start udany - statek osiągnął wysokość 44 400 km